# Walerian Podlewski
Walerian Podlewski (27. listopadu 1809 Trójca – 23. září 1885 Lvov) byl rakouský politik polské národnosti z Haliče, během revolučního roku 1848 poslanec Říšského sněmu.

## Biografie
Narodil se v obci Trójca v okrese Kolomyja v Haliči. Studoval právo na Lvovské univerzitě. Byl aktivní během polského listopadového povstání roku 1831. Od roku 1844 byl členem haličského stavovského sněmu.
Během revolučního roku 1848 se zapojil do politického dění. Předsedal Národní radě v kraji Čortkiv. Ve volbách roku 1848 byl zvolen na rakouský ústavodárný Říšský sněm. Zastupoval volební obvod Kosiv v Haliči. Uvádí se jako majitel hospodářství. Patřil ke sněmovní levici. Na sněmu podporoval přijetí deputace z povstaleckých Uher a byl stoupencem výplaty odškodnění po zrušení poddanství.
V roce 1863 podporoval polské protiruské lednové povstání. Rakouskými úřady byl proto zatčen. V letech 1865–1885 byl poslancem Haličského zemského sněmu za obvod Čortkiv. Byl zároveň členem zemského výboru. Byl členem četných veřejných spolků a politických organizací.